# 阿拉拉爾山脈

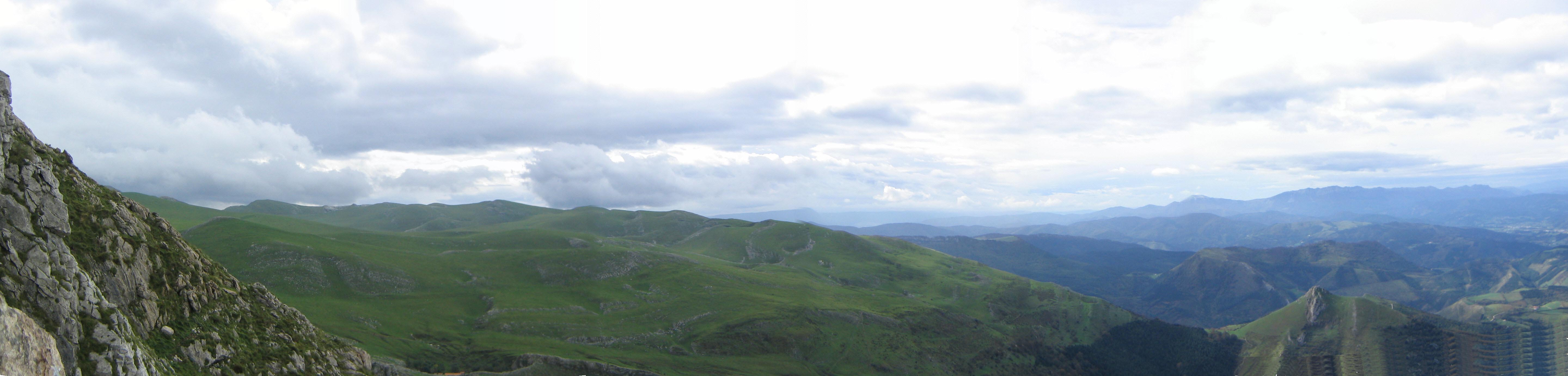

42°58′N 2°0′W / 42.967°N 2.000°W
阿拉拉爾山脈（西班牙語：Sierra de Aralar），是西班牙的山脈，處於吉普斯夸省和納瓦拉的交界處，面積208平方公里，屬於巴斯克山脈的一部分，最高點海拔高度1,431米。